# Trương Thanh Đăng
Trương Thanh Đăng (Phan Thiet, 15 gennaio 1894 – Città Ho Chi Minh, 17 settembre 1985) è stato un artista marziale vietnamita.

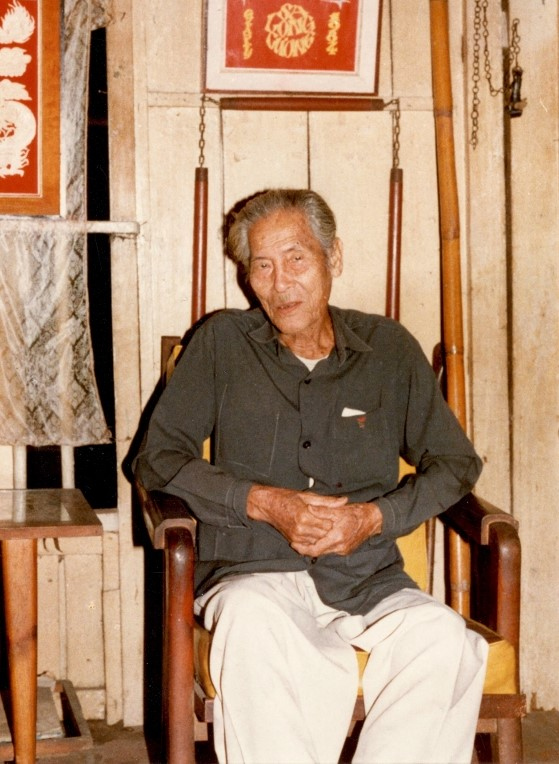
Il maestro Trương Thanh Đăng

Maestro di arti marziali vietnamite e cinesi, di nazionalità vietnamita, fondatore della scuola di arti marziali Võ thuật cổ truyền Việt Nam Bình Định - Sa Long Cương (drago che giace sulla collina di sabbia).

## Biografia
Fin da giovane si interessò e appassionò alla pratica delle arti marziali. 
All'età di 14 anni chiese ai suoi genitori il permesso di trasferirsi nella provincia di Bình Định, considerata la culla delle arti marziali tradizionali vietnamite, per studiare con i rinomati maestri di Võ Bình Ðịnh. Tra i suoi insegnanti, il maestro Trương Trạch (mandarino durante la dinastia Nguyễn), discendente del maestro Trương Đức Thường, che all'inizio del XVII secolo si trasferì nel distretto di Phù Mỹ (provincia di Bình Định). Il lignaggio della famiglia Trương annovera molti studenti, che fecero carriera letteraria e nelle arti marziali durante la dinastia Nguyễn.
Il maestro Trương Thanh Đăng proseguì i suoi studi sullo stile Võ Bình Định con il maestro Hai Cụt presso il villaggio di Cẩm Thượng (provincia di Hải Dương), con il maestro Đinh Cát, discendente di famosi generali della dinastia Tây Sơn,  nella città di An Nhơn (provincia di Bình Định) e con vari maestri dei villaggi di An Vinh e An Thái.
Oltre alle arti marziali tradizionali vietnamite, il maestro Trương Thanh Đăng studiò per sette anni lo stile Thiếu Lâm (Shaolin) con il maestro nord-vietnamita Vĩnh Phúc, discepolo del tempio di Shaolin. In seguito tornò a Phan Thiết per studiare con un insegnante cinese del Fujian, anche lui discepolo del tempio di Shaolin.
Dopo 15 anni di studio approfondito delle arti marziali vietnamite e cinesi, elaborò un programma completo di formazione degli allievi. Nel 1925 iniziò ad accettare studenti ed aprì una scuola di arti marziali a Phan Thiết. Il Vietnam era una colonia francese, tutte le attività di arti marziali erano vietate, quindi i suoi studi inizialmente furono tenuti riservati. Nel 1930 si trasferì a Saigon per avere l'opportunità di sviluppare e divulgare ciò che aveva elaborato.

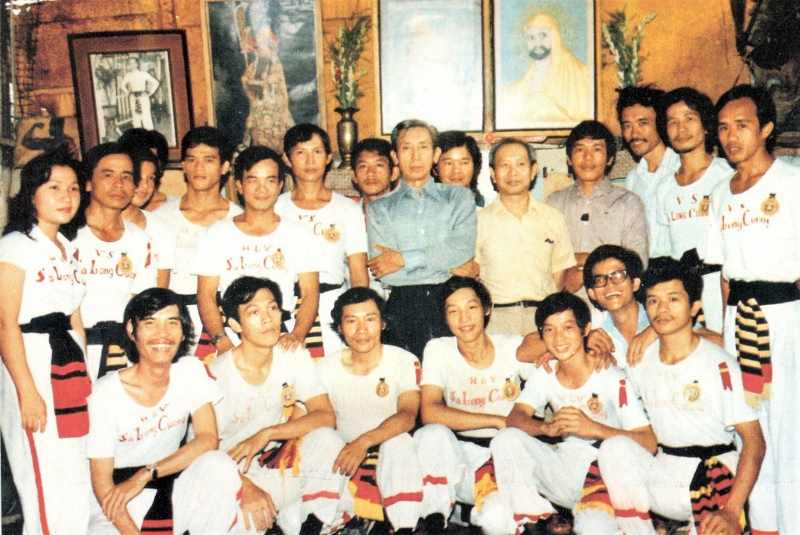
La scuola Sa Long Cương

Nel 1964 gli fu concessa la "licenza" di Maestro e il permesso di aprire una sala di allenamento: presentò quindi ufficialmente la sua scuola a Saigon con il nome "Võ thuật cổ truyền Việt Nam Bình Định - Sa Long Cương", specializzata nell'insegnamento delle antiche arti marziali tradizionali vietnamite e cinesi, tramandate in parallelo, in modo tale che i suoi allievi vietnamiti potessero avere l'occasione di confrontare e soprattutto distinguere la differenza tra i diversi stli. Sa Long Cương, che significa "drago che giace sulla collina di sabbia", era il soprannome del maestro Trương Thanh Đăng: le dune di sabbia lungo la costa sono infatti un simbolo di Phan Thiết (provincia di Bình Thuận), di cui il maestro era originario.
I maestri Trương Thanh Đăng, Vũ Bá Oai (1903-2001 scuola Hàn Bái Đường) e Quách Văn Kế (1897-1976 scuola Lam Sơn Võ Đạo) erano noti nel mondo delle arti marziali nel Vietnam del Sud con il soprannome di "Tre lune" (Tam nguyệt). Il maestro Trương Thanh Đăng era chiamato anche "Băc đẩu"(stella polare), in quanto punto di riferimento per le arti marziali vietnamite.
Il maestro Trương Thanh Đăng è morto il 17 settembre 1985 all'età di 91 anni.